# زن نامرئی (فیلم ۲۰۱۳)
زن نامرئی (به انگلیسی: The Invisible Woman) فیلمی در ژانر بیوگرافی و درام به کارگردانی رالف فاینس محصول کشور بریتانیا و سال ۲۰۱۳ است. این فیلم بر اساس کتابی به همین نام نوشتهٔ کلایر تومالین است و فیلمنامه فیلم توسط ابی مورگان خالق بانوی آهنی و شرم نوشته شده‌است. فیلم به رابطه عاشقانه و پنهانی بین چارلز دیکنز و الن ترنان که ۱۳ سال تا زمان مرگ دیکنز در سال ۱۸۷۰ طول کشید، می‌پردازد.

## بازیگران
- رالف فاینس در نقش چالز دیکنز
- فلیسیتی جونز در نقش الن ترنان
- کریستین اسکات توماس در نقش مادر الن ترنان
- تام هالندر در نقش ویلکی کالینز